# Бар (виконавчий орган)

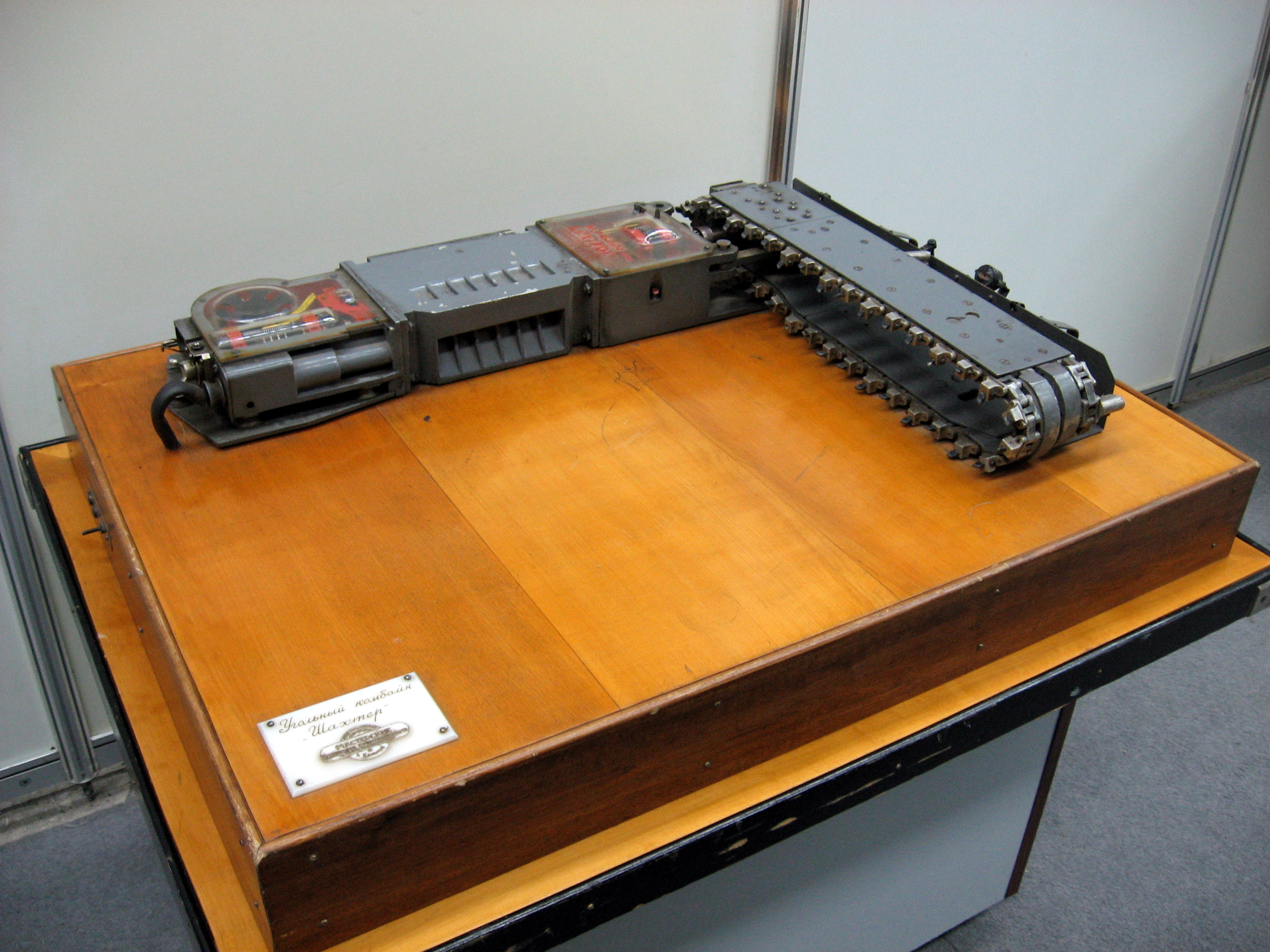
Макет вугільного комбайну з баровим виконавчим органом

Бар (англ. bar, jib, нім. Ausleger, рос. бар) — напрямна рама, по якій рухається різальний ланцюг із зубцями; робочий орган врубової, врубово-навалювальної і навалювальної машин або гірничого комбайна; призначений для утворення врубів (зарубних щілин), відбійки (декількома поряд розташованими барами) і навалки корисної копалини на вибійний конвеєр. Бар складається з нескінченного ріжучого ланцюга та рами. На ланках ланцюга закріпляються кулаки з гніздами для різців або вантажних лопатей. Різці встановлюються в кулаках віялоподібно і утворюють вруб висотою від 90-150 мм. 